# Słońcem opętani
Słońcem opętani – dwudziesty pierwszy singel zespołu Lady Pank, został wydany na CD. Singel ten promował studyjną płytę zespołu zatytułowaną Nasza reputacja. Muzyka została skomponowana przez Jana Borysewicza, a autorem tekstu jest Janusz Panasewicz. Do utworu nakręcono też animowany teledysk (reż. Robert Turło), który ukazał się na singlu „Jak ruchomy cel”. Singel „Słońcem opętani” został wydany latem 2000 przed albumem, który swoją premierę miał 11 września 2000 roku.

## Skład zespołu
- Jan Borysewicz – gitara solowa
- Janusz Panasewicz – śpiew
- Kuba Jabłoński – perkusja
- Krzysztof Kieliszkiewicz – bas
- Andrzej Łabędzki – gitara